# Tuo Erbatu
Tuo Erbatu (chiń. 托尔巴图; ur. 10 maja 1993) – chiński zapaśnik walczący w stylu klasycznym. Brązowy medalista mistrzostw świata w 2022; piąty w 2018. Mistrz Azji w 2019 roku.